# 地丁銀制
地丁銀制（ちていぎんせい）は、中国の税制。
明代以来の一条鞭法に代わって実施された清代の税制。地銀（田畑の所有に対して課された税。地税とも言う）の中に丁銀（人丁、すなわち16歳～59歳の成年男子に課された人頭税。丁税とも言う）を繰り込み、一括して銀納させた。
康熙帝は、丁銀の額を1711年の調査で登録された人丁の数に対応した額に固定し、1711年以降に登録された人丁に対する丁銀を当面免除したが、弊害も生じたので、次の雍正帝は、すでに康煕帝時代に一部で行われていた丁銀の地銀への繰り込み、つまり事実上の丁銀の廃止を全国で実施した。
清代には急激な人口の増加が見られたが、その一因は、地銀制の実施により、従来は丁銀を逃れるために隠されていた人口が表に出て正確な人口が把握できるようになったことにあるとされる。
民衆に課せられた地丁銀税自体は高額ではなかったが、その実、王朝側は様々な附課税を別に課していた。特に太平天国後は増大した軍事費に対応するため、捐納や釐金への財政依存が増加した。
1930年、土地法公布により地税は地価税とされ、地価に応じた税額を払うように改められた。

## 地丁銀制の意義
明の一条鞭法で現物納と労役（徭役）が無くなって銀納に一本化されたのに続き、地丁銀制では従来の人頭税を無くして地税に一本化したことが重要であり、中国の税制上の画期的な変革となった。